# گواه (آلبوم کیتی پری)
گواه (انگلیسی: Witness) پنجمین آلبوم استودیویی خوانندهٔ آمریکایی کیتی پری است که در ۹ ژوئن ۲۰۱۷ به‌وسیلهٔ کپیتال رکوردز منتشر شد. برای ضبط آلبوم، پری با تهیه‌کنندگان متعددی شامل جف بسکر، ایلیا، مکس مارتین، علی پیامی و شلبک همکاری کرد. گواه آلبومی الکتروپاپ است که ژانرهای دنس و ئی‌دی‌ام را بررسی می‌کند و اشعار آن درمورد توانمندسازی و فمینیسم است. پری آن را آلبوم «رهایی» و «پاپ هدفمند» توصیف کرد.
پنج تک‌آهنگ از گواه پشتیبانی کردند که سه تای آن پیش از آلبوم منتشر شدند. تک‌آهنگ آغازین، «زنجیرشده به ریتم»، با حضور اسکیپ مارلی در رتبهٔ چهارم جدول بیلبورد هات ۱۰۰ قرار گرفت؛ تک‌آهنگ‌های بعدی، «نوش جان» با حضور میگوس به رتبهٔ ۵۹ و «سوئیش سوئیش» با حضور نیکی میناژ به رتبهٔ ۴۶ این جدول رسید. پری برای پشتیبانی از انتشار آلبوم، یک برنامهٔ زندهٔ چهار روزه در یوتیوب تحت عنوان کیتی پری زنده: گواه در سراسر جهان برگزار کرد. پس از انتشار، منتقدان نسبت به آلبوم نظر متفاوتی داشتند؛ برخی از ساختار و متن ترانه‌ها انتقاد کردند، در حالی که برخی دیگر جنبه شخصی‌تر آلبوم را تحسین کردند و نسبت به برخی از قطعات «اساسی» هم‌سو بودند.
گواه با فروش ۱۸۰٬۰۰۰ نسخه در هفتهٔ نخست، به صدر جدول بیلبورد ۲۰۰ رسید و سومین آلبوم پری بود که به این جایگاه می‌رسد. این آلبوم در کانادا و اسپانیا نیز در صدر جدول قرار گرفت، در حالی که در استرالیا، کره جنوبی، مکزیک و نیوزیلند به رتبه دوم رسید و در ۹ منطقه دیگر در جایگاه پنج‌تای برتر قرار گرفت. برای تبلیغ آلبوم، پری چهارمین تور کنسرتی خود را با نام گواه: تور آغاز کرد. قبل از انتشار آلبوم، پری به استثنای سرود بازی‌های المپیک تابستانی ۲۰۱۶، «بالا رفتن»، به‌مدت چهار سال موسیقی جدیدی منتشر نکرده بود.

## تک‌آهنگ‌ها
در ۱۰ فوریه ۲۰۱۷ پری ترانهٔ زنجیرشده به ریتم را با همراهی اسکیپ مارلی به عنوان اولین تک‌آهنگ آلبوم جدیدش منتشر کرد که در مجارستان به رتبه اول رسید و در آمریکا چهارم شد. نوش جان دومین تک‌آهنگ آلبوم با همراهی میگوس در ۲۸ آوریل همان سال منتشر شد. سویش سویش نیز که سومین تک‌آهنگ آلبوم به‌شمار می‌رفت در ۱۹ مه ۲۰۱۷ با همراهی نیکی میناژ منتشر شد. چهارمین و پنجمین تک‌آهنگ‌های آلبوم، ذخیره به‌عنوان پیش‌نویس و هی هی هی، نیز به ترتیب در ۲۶ ژوئن ۲۰۱۷ و ۱۲ ژانویه ۲۰۱۸ منتشر شدند.

## تور گواه
تور جهانی گواه چهارمین تور کیتی پری بود که در حمایت از این آلبوم انجام شد. این تور از ۱۹ سپتامبر ۲۰۱۷ در شهر مونترال، کانادا آغاز شد و آخرین اجرای آن در ۲۱ اگوست ۲۰۱۸ در اوکلند، نیوزیلند بود.

## فهرست ترانه‌ها
نسخهٔ اصلی
| شماره | نام                                       | مدت‌زمان |
| ----- | ----------------------------------------- | ------- |
| ۱     | گواه                                      | ۴:۱۰    |
| ۲     | هی هی هی                                  | ۳:۳۴    |
| ۳     | رولت                                      | ۳:۱۸    |
| ۴     | سوئیش سوئیش (با همراهی نیکی میناژ)        | ۴:۰۲    |
| ۵     | قبلاً این حس رو تجربه کردم                 | ۳:۱۷    |
| ۶     | قدرت                                      | ۳:۴۶    |
| ۷     | درگیری ذهنی                               | ۴:۰۸    |
| ۸     | بیشتر دلتنگت شدم                          | ۳:۵۴    |
| ۹     | زنجیر شده به ریتم (با همراهی اسکیپ مارلی) | ۳:۵۷    |
| ۱۰    | سونامی                                    | ۳:۲۳    |
| ۱۱    | نوش جان (با همراهی میگوس)                 | ۳:۴۷    |
| ۱۲    | بزرگتر از من                              | ۴:۰۰    |
| ۱۳    | ذخیره به‌عنوان پیش‌نویس                     | ۳:۴۸    |
| ۱۴    | آونگ                                      | ۴:۰۰    |
| ۱۵    | درونم رو می‌بینی                           | ۴:۲۴    |

نسخهٔ انحصاری تارگت و ویرایش لوکس بریتانیا و ژاپن
| شماره | نام            | مدت‌زمان |
| ----- | -------------- | ------- |
| ۱۶    | رقص با شیطان   | ۳:۴۹    |
| ۱۶    | رفتار در حد سن | ۳:۴۲    |